# Hanna-Barbera w Dwójce
Hanna-Barbera w Dwójce - blok programowy emitowany w latach 1998–2004, adresowany do widzów w wieku szkolnym i gimnazjalnym oraz ich rodziców.

## Historia
Blok programowy został stworzony przez TVP i Hanna-Barbera Poland. Odbiorcami bloku byli chłopcy i dziewczyny w przedziale wiekowym 10-13 lat oraz 14-16 lat. Pojawił się na antenie TVP2 19 września 1998 roku tydzień po zakończeniu ostatniej emisji amerykańskiego bloku dla dzieci w wieku przedszkolnym i wczesnoszkolnym Godzina z Hanna-Barbera/Spotkanie z Hanna-Barbera zawierającego bajki z lektorską ścieżką dźwiękową. Emitowane w nim były różne seriale z polskim dubbingiem, takie jak Jetsonowie, Kocia ferajna, Scooby Doo, Tom i Jerry i wiele innych.

## Seriale emitowane w bloku
- Flintstonowie (premiera 19 września 1998 roku)
- Jetsonowie (premiera 19 lutego 2000 roku)
- Kocia ferajna
- Miś Yogi
- Scooby i Scrappy Doo (dubbing TVP)
- Augie i Doggie (premiera marzec 1999 roku, dubbing TVP)
- Tom i Jerry
- Goryl Magilla
- Pixie i Dixie (dubbing TVP)
- Pies Huckleberry (dubbing TVP)

## Opracowanie wersji polskiej
- Master Film
- Start International Polska
- Studio Sonica
- Telewizyjne Studia Dźwięków - Warszawa